# Cerkev sv. Štefana, Postojna
Cerkev sv. Štefana, prvega mučenca, je župnijska cerkev župnije Postojna. Stoji na rahli vzpetini v samem središču mesta Postojna.

## Cerkev sv. Štefana
Sezidana je bila leta 1777, še kot podružnična. Dolga je 33 m, široka pa 17 m, v baročnem slugu, obrnjena je z glavnim oltarjem proti vzhodu. Gradil in verjetno tudi načrtoval jo je mojster Hoffer. Strop je masivno obokan z lahkim kamnom. Akustika je zelo dobra. 
Cerkev je postala župnijska 1793. Do tedaj je Postojna spadala pod župnijo Slavina. Novo cerkev je ob prvi birmi v novi župniji posvetil tržaški škof Ignacij Kajetan pI. Buset in Feistenberg (Ignazio Gaetano da Buset), 23. avgusta 1798.

### Poslikave
Poslikave na stropu osrednje cerkvene ladje. Štirje prizori iz življenja zavetnika cerkve sv. Štefana: Štefan deli hrano ubogim, Štefan oznanja Kristusa, kamenjanje Štefana, Štefanov vhod v nebesa. V vmesnih medaljonih so upodobljeni zavetniki podružničnih cerkva: sv. Anton Padovanski v Stari vasi, sv. prerok Danijel v Zalogu, sv. Andrej v Velikem Otoku, sv. Katarina v Veliki Otok. 
V letih 1876 - 1879 in 1881 - 1882 je strop poslikal slikar Dominik Fabris iz Osopa blizu Vidma. Ker so sčasoma freske obledele jih je leta 1910 dal dekan Erzar prenoviti.

### Križev pot
Križev pot je cerkev dobila leta 1887. Naslikal ga je akademski slikar Jožef Plank z Dunaja, lepo izrezljane okvirje pa je naredil Ivan Šubic iz Škofje Loke.

### Glavni oltar
Oltarji. Glavni oltar sv. Štefana, v desni kapeli Matere Božje in v levi sv. Frančiška; te tri je posvetil škof Kajetan ob posvetitvi cerkve leta 1798, novi daritveni oltar (oltarno mizo) pa je posvetil škof Janez Jenko leta 1970; po načrtu arhitekta Janeza Valentinčiča ga je izdelal Zdenko Avsec na Kalu pri Pivki iz domačega kamna, hotaveljskega in makedonskega marmorja.
Glavni oltar. Oltar sv. Štefana  iz leta 1780 je od mize navzgor lesen. Leta 1856 ga je kipar Matevž Tomc iz Št. Vida nad Ljubljano prenovil, očistil in na novo pozlatil ter dopolnil, dodal je kipa sv. Petra in Pavla, ki ju prej ni bilo, ter nov tabernakelj, ker je bil prejšnji dotrajan. Marmornato mizo s podstavkom je oltar dobil leta 1910 in to novo oltarno mizo je 15. 8. 1910 posvetil škof Janez Nepomuk (John) Stariha.
Ob straneh velikega ali glavnega oltarja sta nad obema zakristijama prostorna kora z lično ograjo.
Poslikave v kupoli nad glavnim oltarjem: Sveta Trojica, štirje evangelisti: Matej, Marko, Luka, Janez, ter še drugi svetniki in svetnice v nebesih.

## Stranski kapeli
Desna, južna stranska kapela. Sv. Devica Marija. Oltar je iz peščenjaka. Postaviti ga je dal Gašper Gačnik (+ 1709). Marijin prestol je bil izdelan 1856. V letu 1875 je dobil oltar lepo sliko Brezmadežne, ki jo je naslikal akademski slikar Janez Wolf iz Ljubljane. Zdaj je v oltarju lepo izdelan kip Brezmadežne. Tu sta tudi dva kamnita kipa, desno kip sv. Florjana in levo kip sv. Andreja.
Leva, severna stranska kapela. Sv. Frančišek Asiški na oltarni sliki, olje na platno, ki jo je izdelal znani slikar Andrej Janez Herrlein leta 1796. Slika je sicer potemnela, vendar je dragocena. Tu sta tudi dva kamnita kipa, levo kip sv. Antona Puščavnika in desno kip sv. Dominika, ustanovitelja dominikancev.